# RMS Amazon (1851)
Пароход «Амазонка» — самый большой (по мнению британской прессы) деревянный колёсный пароход в мире, построенный по заказу судоходной компании «Роял Мэйл стим пакет компани» (Англия).

## Характеристики
Вместимость — 2256 рег.
Длина судна — 91 метр
Наибольшая ширина — 12,5 метра
Мощность паровой машины — 80 л.с.

## История
Заказ на строительство судна на верфях в Блэкуолле был размещён в 1850 году.
Пароход спущен на воду 28 июня 1851 года.
Пассажирский пароход «Amazon» направлялся в Америку, но, выйдя из Ла-Манша, загорелся от удара молнии 4 января 1852 года. Из 162 пассажиров «Амазонки» выжило 58, из них 11 сошли с ума от пережитого кошмара.